# Jagodne (powiat chełmski)
Jagodne (dawn. Jagodno) – kolonia w Polsce położona w województwie lubelskim, w powiecie chełmskim, w gminie Chełm.
Do końca 2021 roku kolonia należała do gminy Sawin, po czym przeniesiono ją do gminy Chełm z dniem 1 stycznia 2022.
| SIMC    | Nazwa  | Rodzaj    |
| ------- | ------ | --------- |
| 0106891 | Majdan | część wsi |

W latach 1975–1998 miejscowość należała administracyjnie do województwa chełmskiego. Do 2021 wieś stanowiła sołectwo w gminie Sawin. Według Narodowego Spisu Powszechnego (III 2011 r.) liczyła 94 mieszkańców i była siedemnastą co do wielkości miejscowością gminy Sawin.
Wierni Kościoła rzymskokatolickiego należą do parafii św. Rocha w Czułczycach.